# Вихрик Олексій Іванович
Олексі́й Іва́нович Ви́хрик (10 січня 1914 , Стара Рафалівка  — 15 березня 2003 ) — радянський військовик, рядовий, учасник Другої світової війни. Кавалер Ордена «За мужність» III ст., Ордена Вітчизняної війни II ст. та численних медалей.

## Життєпис
Олексій Іванович Вихрик народився в селі Стара Рафалівка. Призваний на фронт у 1944 році. Воював на 2-му Прибалтійському фронті в 179-му стрілецькому полку, а також в 1152-му стрілецькому полку з 16.06 1944 року по 9.05. 1945 року. Військове звання: рядовий. Військовий білет Д № 479311.
Помер 15.03.2003 року.

## Нагороди
- Орден «За мужність» III ст. (14 жовтня 1999)
- Орден Вітчизняної війни II ст. (5 квітня 1985)[1]
- Медаль Жукова
- Медаль «За перемогу над Німеччиною у Великій Вітчизняній війні 1941—1945 рр.» (13 липня 1946)
- Медаль «30 років перемоги у Великій Вітчизняній війні 1941—1945 рр.»
- Медаль «Ветеран праці»
- Медаль «50 років Збройних Сил СРСР» (1967)

## Галерея

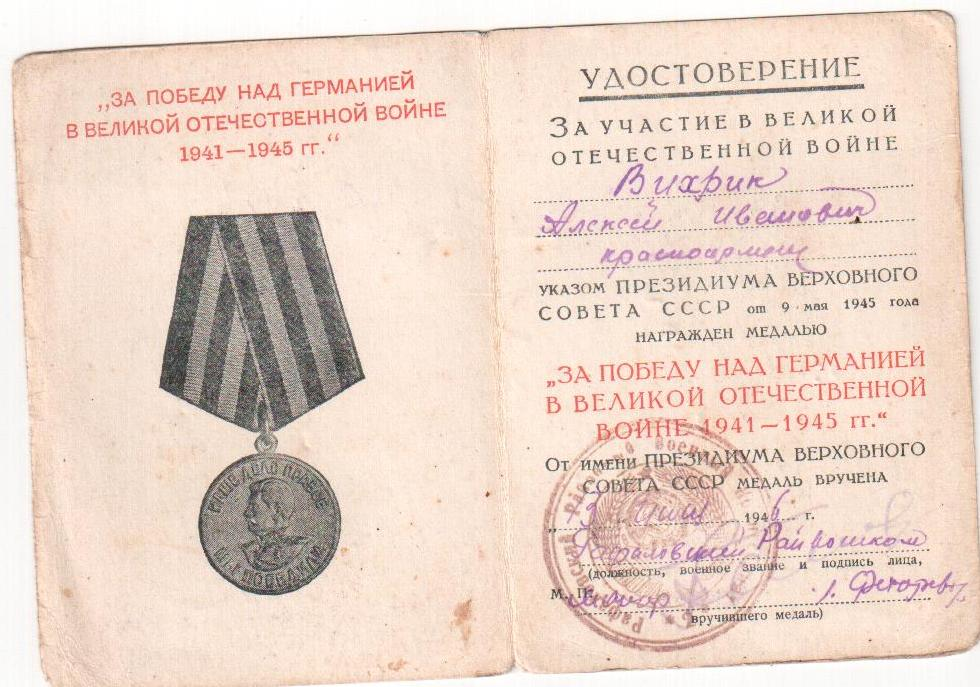
Медаль «За перемогу над Німеччиною у Великій Вітчизняній війні 1941—1945 рр.»
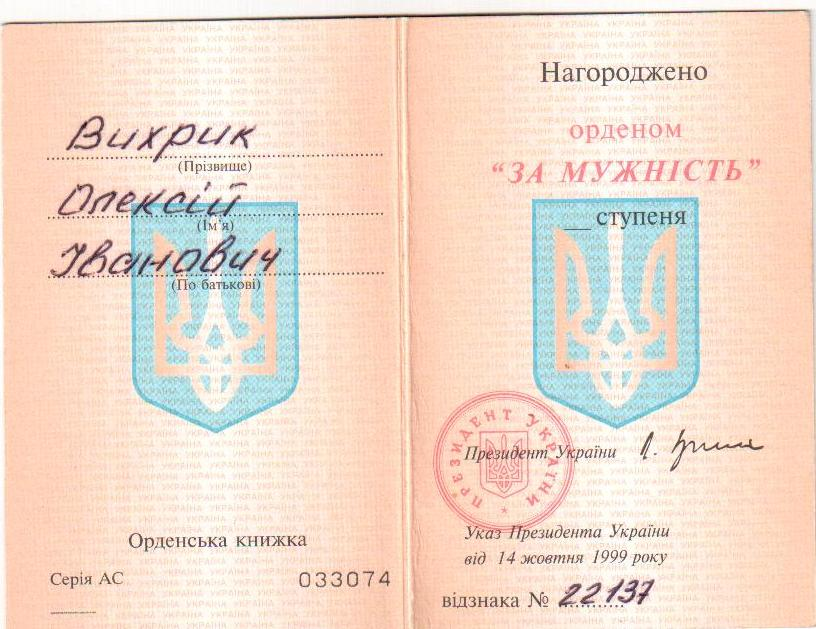
Орден «За мужність»
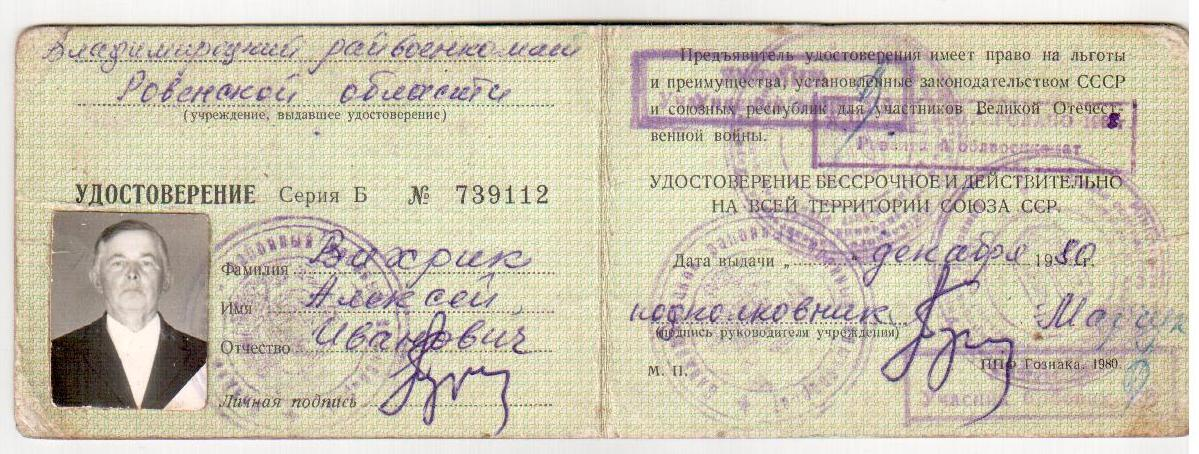
Посвідчення Олексія Вихрика